# Rönnskärsfjärden
Rönnskärsfjärden är ett sund i Finland. Det ligger i landskapet Österbotten, i den västra delen av landet, 400 km nordväst om huvudstaden Helsingfors.
Rönnskärsfjärden ligger mellan Rönnskäret i norr och Långskäret i söder. Den löper från Sebbesbådan botten i väster till Båtskärsfjärden och Byöfjärden i öster. Ungefär mitt i sundet ligger Båtskäret.